# بيلي رايت (لاعب كرة قدم)
بيلي رايت (بالإنجليزية: Billy Wright)‏ (28 أبريل 1958 بليفربول في المملكة المتحدة - ) هو مدرب كرة قدم ولاعب كرة قدم بريطاني في مركز الدفاع. شارك مع منتخب إنجلترا تحت 21 سنة لكرة القدم ومنتخب إنجلترا لكرة القدم الرديف. أما مع النوادي، فقد لعب مع برمنغهام سيتي ونادي إيفرتون ونادي كارلايل يونايتد ونادي تشستر سيتي ونادي موركامب.

## وصلات خارجية
- بيلي رايت على موقع قاعدة بيانات كرة القدم.إي يو (الإنجليزية)